# Menelao de Alejandría

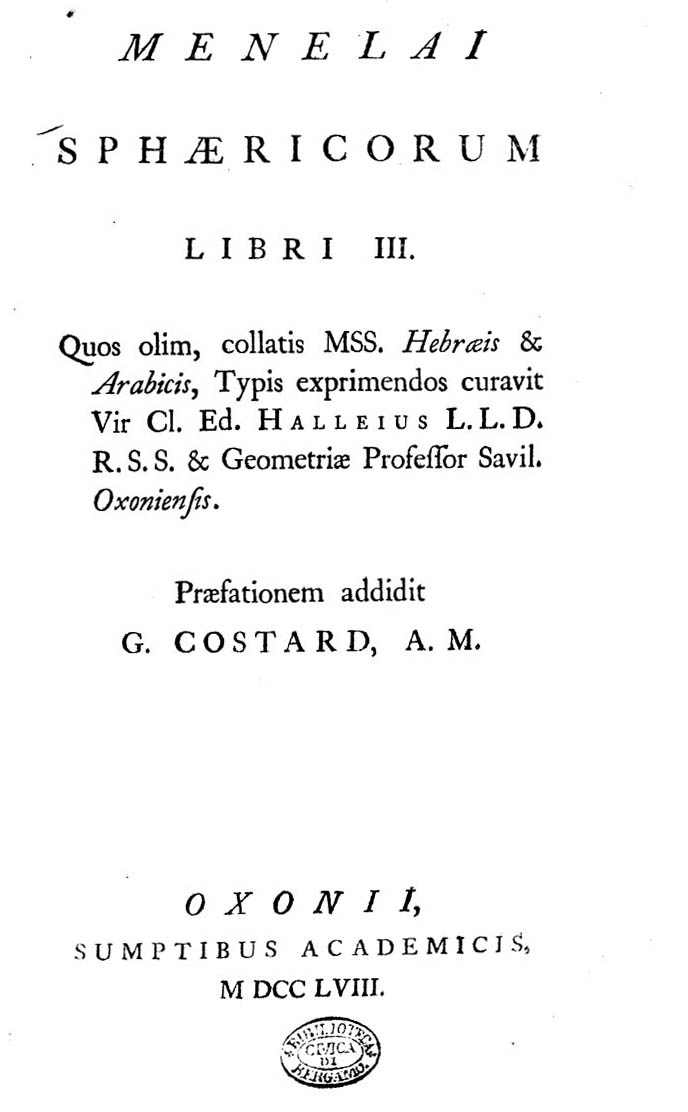
Sphaericorum libri tres

Menelao de Alejandría (c. 70 d. C. – 140 d. C.) fue un matemático y astrónomo griego, que trabajó en Alejandría y en Roma a finales del siglo I. Fue el primero en reconocer las líneas geodésicas en una superficie curva como análogas naturales de las líneas rectas y en concebir y definir el triángulo esférico.
Su nombre ha quedado ligado al teorema de geometría plana o esférica relativo a un triángulo cortado por una recta o un círculo máximo, conocido como el teorema de Menelao, un teorema de una gran importancia en la trigonometría antigua. También fue un defensor entusiasta de la geometría clásica.

## Biografía
Aunque se sabe poco sobre la vida de Menelao, se supone que vivió en Roma tras haber pasado su juventud en Alejandría. Tanto Pappus de Alejandría como Proclo lo llaman Menelao de Alejandría y Plutarco recoge una conversación suya con Lucius en Roma.
Ptolomeo también menciona en su trabajo Almagesto (VII.3) dos observaciones astronómicas realizadas por Menelao en Roma en enero del año 98. Dichas observaciones fueron sendas ocultaciones de las estrellas Spica y Acrab (Beta Scorpii) por la luna en el intervalo de unas pocas noches. Ptolomeo usó dichas observaciones para confirmar la precesión de los equinoccios, un fenómeno que ya había sido descubierto por Hiparco de Nicea en el siglo II a. C.

## Obra
Sphaerica es la única obra de Menelao que ha sobrevivido, en forma de traducción árabe. Está compuesta de tres libros y trata de la geometría de la esfera y de su aplicación a mediciones y cálculo astronómicos. El libro introduce el concepto de triángulo esférico (figuras formadas por arcos de tres círculos máximos) y prueba el teorema de Menelao (una extensión a triángulos esféricos de un resultado previo ya conocido). El libro fue traducido en el siglo XVII por el astrónomo y matemático Francesco Maurolico.
De otros libros se han conservado únicamente los títulos:
- Sobre el cálculo de los arcos en un círculo, compuesto de seis libros.
- Elementos de geometría, compuesto de tres libros y editado posteriormente por Thábit ibn Qurra.
- Sobre el conocimiento de los pesos y las distribuciones de diferentes cuerpos
- También puede que escribiera un catálogo de estrellas.

### Sphaerica

#### Libro I
En el Libro I de ese tratado establece Menelao las bases para un estudio de los triángulo esféricos análogo al que hace Euclides en su Libro I para los triángulos planos. Se incluye ahí un teorema que no tiene analogía en Euclides, el que dice que dos triángulos esféricos son congruentes si tienen sus ángulos iguales dos a dos.

#### Libro II
El Libro II trata de las aplicaciones de la geometría esférica a los fenómenos astronómicos.

#### Libro III
El Libro III trata sobre el famoso teorema de Menelao, que para el caso plano afirma que si cortamos los lados AB, BC, CA de un triángulo ABC por una recta transversal en los puntos D, E, F respectivamente, entonces se cumple la relación AD·BE·CF=BD·CE·AF.

## Eponimia
- El cráter lunar Menelaus lleva este nombre en su memoria.[3]